# Samuel Walsh (homme politique)
 (mars 2011).
Si vous disposez d'ouvrages ou d'articles de référence ou si vous connaissez des sites web de qualité traitant du thème abordé ici, merci de compléter l'article en donnant les références utiles à sa vérifiabilité et en les liant à la section « Notes et références ».
Pour les articles homonymes, voir Samuel Walsh et Walsh.
Saul Jerome Wolofsky, dit Samuel Walsh (né le 31 août 1916 - décédé le 18 mars 2008 à Montréal) est un homme politique et militant communiste canadien (québécois) d'origine juive. Il fut le premier Chef du Parti communiste du Québec pendant 28 ans de 1962 à 1990. Il a aussi été dirigeant du Parti communiste du Canada et du Parti ouvrier progressiste depuis les années 1940.

## Enfance et formation
Né à Montréal, il est le fils cadet de l'éditeur Hirsch Wolofsky qui publie l'Adler Keneder (Canadian Eagle), le premier journal yiddish du Canada.
À l'âge de 17 ans, il participe à une grève des étudiants contre une augmentation des frais de scolarité. Il est devenu un communiste, avec les encouragements de son frère aîné, Moishe, un organisateur syndical. Son père leur a demandé de changer leurs noms afin de ne pas embarrasser la famille et ainsi de Moishe devenu Bill Walsh et Saul devint Sam Walsh.
Walsh inscrit en biologie à l'Université McGill et a obtenu un baccalauréat en sciences en 1938 avant de déménager à Toronto.

## Organisateur du Parti communiste du Canada
Lorsque le Parti communiste a été interdit en 1940, Walsh est entré dans la clandestinité et a été arrêté en vertu de la loi sur les mesures de guerre du Canada. Une fois que les nazis envahirent l'Union soviétique, l'URSS était l'allié du Canada et les communistes ont été en mesure d'organiser le Parti ouvrier progressiste comme un front juridique.
Walsh s'est enrôlé dans l'armée canadienne pendant la Deuxième Guerre mondiale devient sous-lieutenant. Il instruit les soldats à faire fonctionner des véhicules militaires. On lui a refusé une promotion accrue en raison de son appartenance politique. Selon sa nièce "Son commandant lui a dit, 'Sam, je voudrais vous encourager, mais je comprends que vous êtes rose." » Walsh a répondu: « Je ne suis pas rose, je suis un rouge flamboyant. »
Walsh est devenu un organisateur du parti permanent pour le Parti ouvrier progressiste après la victoire électorale Fred Rose en 1943.
En 1948, Walsh a été élu au conseil scolaire de Toronto par acclamation et a été réélu en 1949 avant d'être défait en 1950.
Walsh se présenta à l'élection fédérale de 1958 dans Spadina et de là dans une élection partielle dans la Trinité, les deux circonscriptions de Toronto, mais en vain.

## Travail à la tête du Parti communiste au Québec
De retour à Montréal dans les années 1960, devenant chef de la section québécoise du Parti communiste en 1962.
Il travaille en vue de la fondation du Parti communiste du Québec, une section autonome du Parti communiste du Canada. Le nouveau parti est fondé le 28 novembre 1965, il sera président de l'organisation jusqu'en 1990.

## Fin de vie
En 1990, il est victime d'un accident vasculaire cérébral qui le prive de ses capacités mentales. Son travail au sein du Parti communiste prend fin subitement. Il décède le 18 mars 2008 à Montréal.